# San Gabriel Almoloya
San Gabriel Almoloya är en ort i Mexiko.   Den ligger i kommunen San Juan Bautista Cuicatlán och delstaten Oaxaca, i den sydöstra delen av landet, 300 km sydost om huvudstaden Mexico City. San Gabriel Almoloya ligger 2 110 meter över havet och antalet invånare är 175.
Terrängen runt San Gabriel Almoloya är bergig österut, men västerut är den kuperad. Runt San Gabriel Almoloya är det glesbefolkat, med 15 invånare per kvadratkilometer. Närmaste större samhälle är San Pedro Jocotipac, 16,5 km norr om San Gabriel Almoloya. I omgivningarna runt San Gabriel Almoloya växer i huvudsak blandskog.